# Андерсон, Эдуардо (футболист)
Эдуардо Антонио Андерсон Гомес (исп. Eduardo Antonio Anderson Gómez; род. 31 января 2001, Панама) — панамский футболист, защитник клуба «Депортиво Саприсса» и сборной Панамы.

## Клубная карьера
Андерсон — воспитанник клуба «Альянса». 24 сентября 2018 года в матче против «Арабе Унидо» он дебютировал в чемпионате Панамы. 28 сентября 2019 года в поединке против «Арабе Унидо» Эдуардо забил свой первый гол за «Альянсу». В 2022 году игрок помог команде выиграть чемпионат.
В 2023 году Андерсон был арендован коста-риканским «Сан-Карлосом». 22 января в матче против «Алахуэленсе» он дебютировал в чемпионате Коста-Рике. 28 июля в поединке против «Мунисипаль Гресия» Эдуардо забил свой первый гол за «Сан-Карлос».
В начале 2024 года Андерсон на правах аренды перешёл в «Депортиво Саприсса». 24 февраля в матче против «Гуанакастека» он дебютировал за новую команду. 20 мая в поединке против своего бывшего клуба «Сан-Карлос» Эдуардо забил свой первый гол за «Депортиво Саприсса». В составе клуба игрок стал чемпионом.

## Международная карьера
1 мая 2022 года в товарищеском матче против сборной Сальвадора Андерсон дебютировал за сборную Панамы.
В 2023 году Андерсон принял участие в Золотом кубке КОНКАКАФ в США. На турнире он сыграл в матче против сборной Сальвадора.
В 2024 году Андерсон принял участие в Кубке Америки в США. На турнире он был запасным и на поле не вышел.

## Достижения
Клубные
 «Альянса»
- Победитель чемпионата Панамы — Апертура 2022

 «Депортиво Саприсса»
- Победитель чемпионата Коста-Рики — Клаусура 2024